# 終期 (細胞分裂)

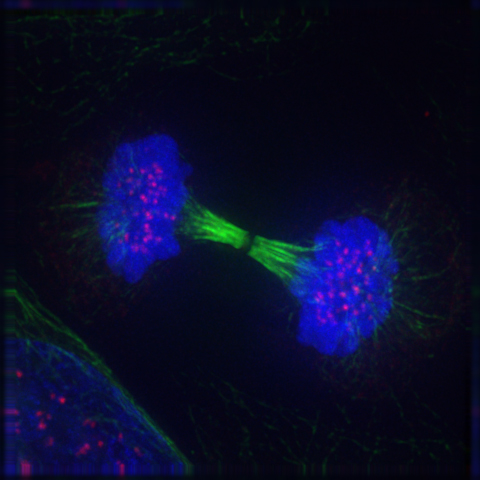
終期には、核膜と核小体が再び現れる。

終期(Telophase)は、真核生物の有糸分裂及び減数分裂の最後の段階である。古代ギリシア語でτελος（終わりの）φασις（段階）という言葉に由来する。
終期には、核膜や核小体が消失した前期や前中期の逆の過程が起こる。2つの娘核は、各々の娘細胞に取り込まれ、ホスファターゼが細胞の端のラミンを脱リン酸化して、それぞれの核の周りの核膜を形成する。この機構には、2つの説がある。
- 小胞融合 - 核膜の欠片が融合し、核膜を再生する。
- 小胞体再形成 - 核膜を吸収した小胞体の一部が核膜を再形成する[2]。

それぞれの染色分体の周りで核膜が再形成されると、核小体も再び現れる。また染色体はほどかれてクロマチンに戻る。終期は、細胞周期の約2%を占める。
核膜が再生されるのと同時に細胞質分裂が起きるが、これらは異なる過程である。
陸上植物の細胞では、ゴルジ体に由来する小胞が隔膜形成体と呼ばれる微小管の足場に沿って細胞の中央に移動する。この構造は、細胞板と呼ばれる細胞壁構成物質の塊を移動させる。細胞板は外側に向かって成長し、最終的に細胞壁となって2つの核を分ける。